# 興浜北線
興浜北線（こうひんほくせん）は、かつて日本国有鉄道（国鉄）が運営していた鉄道路線（地方交通線）である。
北海道枝幸郡浜頓別町の浜頓別駅で天北線から分岐し、オホーツク海沿岸を南下し、枝幸郡枝幸町の北見枝幸駅に至る路線であった。
1980年（昭和55年）の日本国有鉄道経営再建促進特別措置法（国鉄再建法）施行を受けて第1次特定地方交通線に指定され、1985年（昭和60年）7月1日に全線が廃止となった。

## 路線データ
- 管轄：日本国有鉄道
- 区間（営業キロ）：浜頓別 - 北見枝幸 (30.4km)
- 駅数：9（起点駅を含む。駅6、仮乗降場3）
- 複線区間：なし（全線単線）
- 電化方式：全線非電化
- 閉塞方式：票券閉塞式（全線1閉塞）※過去には、目梨泊でも閉塞扱いを行っていた。

## 歴史
改正鉄道敷設法別表第145号に規定する予定線の一部で、本来は興浜南線と結んで興部 - 浜頓別間のオホーツク海沿岸を縦貫する鉄道（興浜線）となる計画であった。沿岸地域の開発が目的だったが、着工は容易に進まず、具体化の兆しが見えたのは当時の枝幸村長らが上京陳情した1929年（昭和4年）以降だった。
1933年（昭和8年）から着工し、1936年（昭和11年）7月10日に浜頓別駅から北見枝幸駅までが開業した。沿線の漁場や山林の開発促進に役立ったが、太平洋戦争末期の1944年（昭和19年）11月1日には不要不急線として全線が休止、全線路が撤去された（樺太の鉄道用に利用される予定であったが、輸送前に終戦を迎えた）。終戦直後の1945年（昭和20年）9月には枝幸村から政府への復旧陳情が行われるとすぐに許可が下り、全道から工事作業者を募集して2ヶ月で復活させ、1945年12月5日に営業運行を再開した。
1956年（昭和31年）7月1日からレールバス（小型気動車）が導入され、1966年（昭和41年）4月8日からは一般形気動車に置き換わった。
両線間の未成区間は、1956年（昭和31年）2月に調査線、1957年（昭和32年）4月に工事線となり、1958年（昭和33年）7月に雄武 - 北見音標間の着工が認可された。1960年（昭和35年）4月に雄武 - 北見枝幸間の全区間で建設線として決定し、1966年（昭和41年）5月25日から雄武 - 北見音標間で建設工事が始まった。1974年（昭和49年）5月31日に北見音標 - 北見枝幸間の着工が認可され、1980年（昭和55年）までに全線開業という計画だったが、沿線の開拓計画の頓挫などから建設は進まなかった。
過疎化とマイカーの普及が影響し、年間輸送人員も1970年度（昭和45年度）の20万3千人から1981年度（昭和56年度）は8万4千人に減少した。1983年度（昭和58年度）の営業係数は2,542、赤字額は4億7,800万円だった。結局、接続する予定であった興浜南線と共に第1次特定地方交通線に指定され、両線とも1985年（昭和60年）7月に廃止された（当線の廃止は興浜南線の廃止より2週間早い7月1日に断行された）。一部で完成していた未成区間の路盤等も放棄された。
更に、両線が接続していた天北線と名寄本線も第2次特定地方交通線に指定され、JR北海道に承継された後の1989年（平成元年）5月1日に全線廃止となっている。
また、北見枝幸駅では宗谷本線の美深駅を起点とする美幸線が接続する計画であった。開業済みの仁宇布駅から先で路盤や橋梁、トンネル、スノーシェッドなどの工事が行われたが、美幸線自体が「日本一の赤字線」となるほど経営環境は悪かった。結局、北見枝幸駅までの全線開業は叶わず、美幸線も当線と同様に第1次特定地方交通線に指定され、1985年9月17日に廃止された。
廃止協議の過程で、北見枝幸 - 雄武間を完成させ、接続する天北線や名寄本線、湧網線、釧網本線と一体化させた「オホーツク縦貫鉄道構想」も立案され、興浜南・北線特定地方交通線対策協議会でも実現を要望したが、開業しても毎年数億円単位の赤字が発生することが判明し、結局断念している。
- 1936年（昭和11年）7月10日：浜頓別 - 北見枝幸間 (30.4km) を興浜北線として開業[2]。豊牛駅、斜内駅、目梨泊駅、問牧駅、北見枝幸駅を新設[13]。
- 1944年（昭和19年）11月1日：不要不急線として全線 (30.4km) の営業を休止[14]。
- 1945年（昭和20年）12月5日：全線 (30.4km) の営業を再開[2]。
- 1956年（昭和31年）2月26日：頓別仮乗降場、豊浜仮乗降場、山臼仮乗降場を新設[13]。
- 1973年（昭和48年）9月17日：豊牛駅、斜内駅、目梨泊駅、問牧駅を無人化[15]。
- 1975年（昭和50年）5月 : 蒸気機関車の運転を廃止[16]。
- 1981年（昭和56年）9月18日：第1次特定地方交通線として廃止承認[8]。
- 1984年（昭和59年）2月1日：北見枝幸駅の貨物取り扱い廃止に伴い、全線の貨物営業を廃止[17]。
- 1985年（昭和60年）7月1日：全線 (30.4km) を廃止[2][18]し、宗谷バスのバス路線に転換[1][18]。

## 駅一覧
接続路線の事業者名・駅の所在地は、廃止時点のもの。全駅北海道に所在。
| 駅名         | 駅間キロ | 営業キロ | 接続路線             | 所在地         |
| ------------ | -------- | -------- | -------------------- | -------------- |
| 浜頓別駅     | -        | 0.0      | 日本国有鉄道：天北線 | 枝幸郡浜頓別町 |
| 頓別仮乗降場 | -        | (2.7)    |                      | 枝幸郡浜頓別町 |
| 豊牛駅       | 7.0      | 7.0      |                      | 枝幸郡浜頓別町 |
| 豊浜仮乗降場 | -        | (10.3)   |                      | 枝幸郡浜頓別町 |
| 斜内駅       | 5.4      | 12.4     |                      | 枝幸郡浜頓別町 |
| 目梨泊駅     | 5.3      | 17.7     |                      | 枝幸郡枝幸町   |
| 山臼仮乗降場 | -        | (19.8)   |                      | 枝幸郡枝幸町   |
| 問牧駅       | 5.4      | 23.1     |                      | 枝幸郡枝幸町   |
| 北見枝幸駅   | 7.3      | 30.4     |                      | 枝幸郡枝幸町   |

※仮乗降場には営業キロが設定されていなかった。括弧内に実キロを記す。